# Partia Zielonych (Bułgaria)

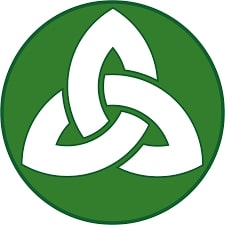
Logo Partii Zielonych

Partia Zielonych – bułgarska partia polityczna, należąca do Europejskiej Partii Zielonych, powołanej w lutym 2004 w Rzymie.
Bułgarska Partia Zielonych współpracuje z Grupą Zielonych – Wolnym Sojuszem Europejskim – czwartą co do wielkości grupą polityczną Parlamentu Europejskiego.
W wyborach w 2005 Partia Zielonych przyłączyła się do Koalicji dla Bułgarii, która wygrała wybory, zdobywając 82 miejsca w parlamencie. Partia Zielonych nie zdobyła mandatu.